# Helleria brevicornis
Helleria brevicornis is een pissebed uit de familie Tylidae. De wetenschappelijke naam van de soort is voor het eerst geldig gepubliceerd in 1868 door Ebner.